# Schieferpark Lehesten
Der Thüringische Schieferpark Lehesten ist als historischer Schiefertagebau mit all seinen einmaligen Funktionsgebäuden heute ein technisches Denkmal in der Berg- und Schieferstadt Lehesten im thüringischen Landkreis Saalfeld-Rudolstadt. Auf dem Areal des Schieferparks befindet sich auch ein gleichnamiges Tagungs- und Seminarzentrum. Das etwa 105 ha große Areal liegt an der Thüringisch-Fränkischen Schieferstraße südlich von Lehesten unweit der Grenze zu Bayern im Naturpark Thüringer Schiefergebirge/Obere Saale. Der Schiefer wurde bereits im 13. Jahrhundert abgebaut, später in kleinen Brüchen gewonnen und mündete im Laufe der Zeit zu einem der ehemals größten Schiefertagebaue des europäischen Festlandes. 
Der Graphiker Paul Burghardt holte sich für seine Arbeit als Schieferstecher Schieferplatten aus dem Steinbruch. In der Zeit der DDR arbeitete er auch künstlerisch im Schieferbruch und fertigte Holzschnitte, farbige Zeichnungen und Aquarelle von der Landschaft und den Arbeitern.
Ab 1975 wurde ausschließlich unter Tage abgebaut.

## Geschichte

### Bergbau

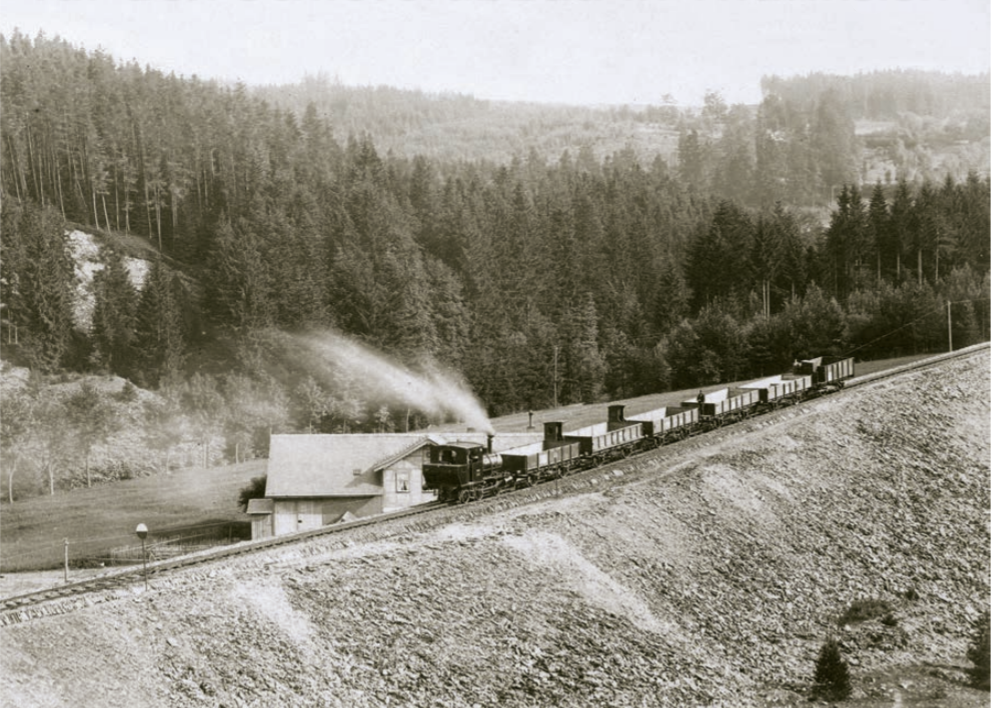
Zug am Anfang des Zahnstangenabschnitts System Abt nach Lehesten. Die normalspurige Lokomotive mit kombiniertem Adhäsions-/Zahnradantrieb stammte von der Schweizerischen Lokomotiv- und Maschinenfabrik in Winterthur.

Vom 13. Jahrhundert bis 1999 wurde im heutigen Staatsbruch bei Lehesten im Südosten des Thüringer Waldes Schiefer abgebaut und zu Dach- und Wandschiefer sowie zu Schiefertafeln verarbeitet. Die Verwendung von Schiefer aus Lehesten zur Dacheindeckung ist bereits ab dem Jahr 1485 belegt. Anfangs wurden Bürger mit einem Abbau belehnt, später ging der Schieferbruch an die Herrschaft Coburg und an das Herzogtum Sachsen-Meiningen über, nach 1920 war er Staatsbruch. In den Jahren der Hochkonjunktur zwischen 1870 und 1910 waren im Tagebau sowie in den angrenzenden Brüchen bis 2500 Beschäftigte tätig. Ab 1885 wurde der Schiefer über die Bahnstrecke Ludwigsstadt–Lehesten abtransportiert.

### Heutige Nutzung
Ab 1999, nach Beendigung des Schieferabbaus, gründete die Vereinigte Thüringer Schiefergruben GmbH den heutigen Schieferpark Lehesten, welcher seit 2000 von der ehrenamtlich geführten Stiftung „Thüringischer Schieferpark Lehesten“ (TSL) verwaltet wird.
Das Technische Denkmal „Historischer Schieferbergbau Lehesten“ wurde im Jahr 1993 eröffnet und kann mittels Führungen, auch von ehemaligen Bergleuten, besichtigt werden. Angeboten werden Hotel- und Ferienwohnungen sowie Führungen durch die erhaltenen denkmalgeschützten Industriegebäude, unter anderem durch die auffällige und seit 1840 am Originalstandort erhaltene Göpelschachtanlage, sowie Vorführungen des historischen Schieferabbaus, des Spaltens und Zuschneidens des Materials sowie der Herstellung von Schiefertafeln.
Das gesamte Schieferparkareal Staatsbruch ist ein FFH- und seit 2001 ausgewiesenes Naturschutzgebiet. In diesem zum Teil unzugänglichen Areal haben sich nachgewiesen mittlerweile allein 170 Arten der Roten Liste angesiedelt, unter anderem der Uhu. Im ehemaligen Tagebau entstand ein über 40 Meter tiefer See. Im historischen ehemaligen Schacht-II-Gebäude wurde eine Naturparkausstellung eingerichtet, welche die im angrenzenden Naturschutzgebiet Staatsbruch beheimateten Tiere und Pflanzen zeigt. Sie ist Teil des Geolehrpfads „Historischer Schieferbergbau“.

## Nationaler Geotop und Schaufenster Erdgeschichte
Es handelt sich hierbei um den ehemaligen Dachschiefertagebau Lehesten. Allein seine Dimensionen sind beeindruckend; er gehört mit dem nahegelegenen Oertelsbruch zu den ehemals größten Schieferbrüchen des Kontinents (rund 800 m streichende Länge, 300 m Breite und bis 80 m Teufe).
Der Restlochbereich erfasst die oberdevonisch-unterkarbonischen Schichtglieder von den Clymenien-Schichten (doSC) bis zu den Hasenthal-Schichten (cdLH). Insbesondere die Lehesten-Folge mit dem Rußschiefer und dem Hauptdachschieferlager sowie die Hasenthal-Schichten (Untere Bordenschiefer) sind vorzüglich aufgeschlossen.
Kernstück des Geotops ist die handgeschrämte, zwischen 30 und 40 m hohe seigere Rückwand des Tagebaubereiches „Kießlich“ unterhalb des Göpels. Deren gut zugänglicher N-Stoß zeigt die in flach überkippter Lagerung anstehenden Liegendschichten des Dachschiefers und den Hauptteil des Dachschiefers mit seinen Leitschichten und der Verschuppungstektonik in sehr gutem Erhaltungszustand.

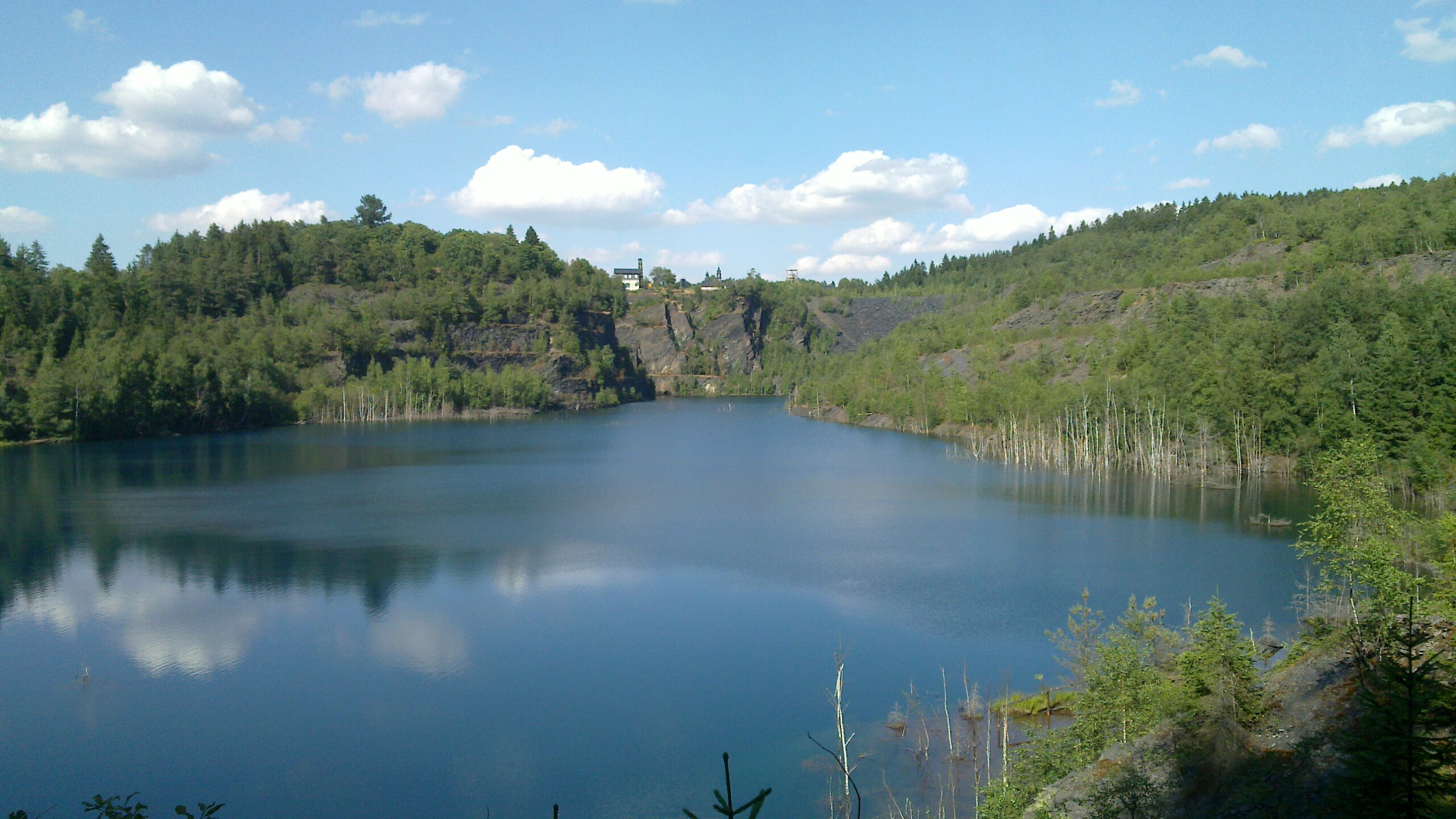
Gefluteter Tagebau im Bereich des früheren Steinbruchs. Im Hintergrund: Teile der ehemaligen Bergwerksgebäude
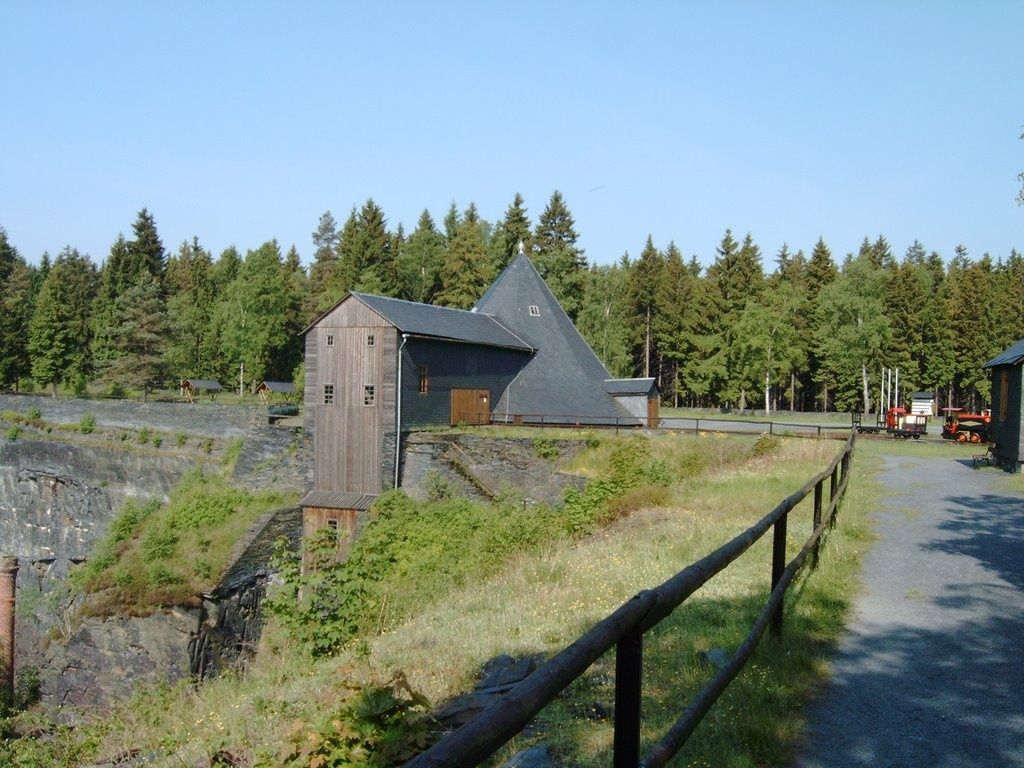
Historische Göpelschachtanlage in Lehesten
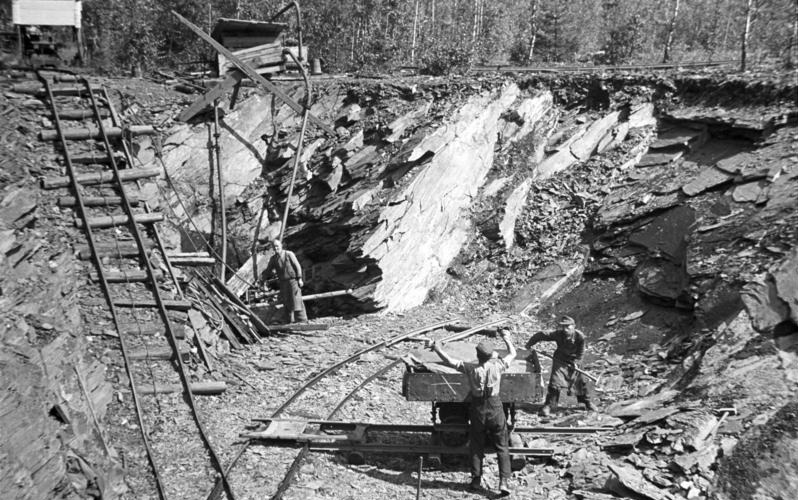
Schieferbruch Lehesten
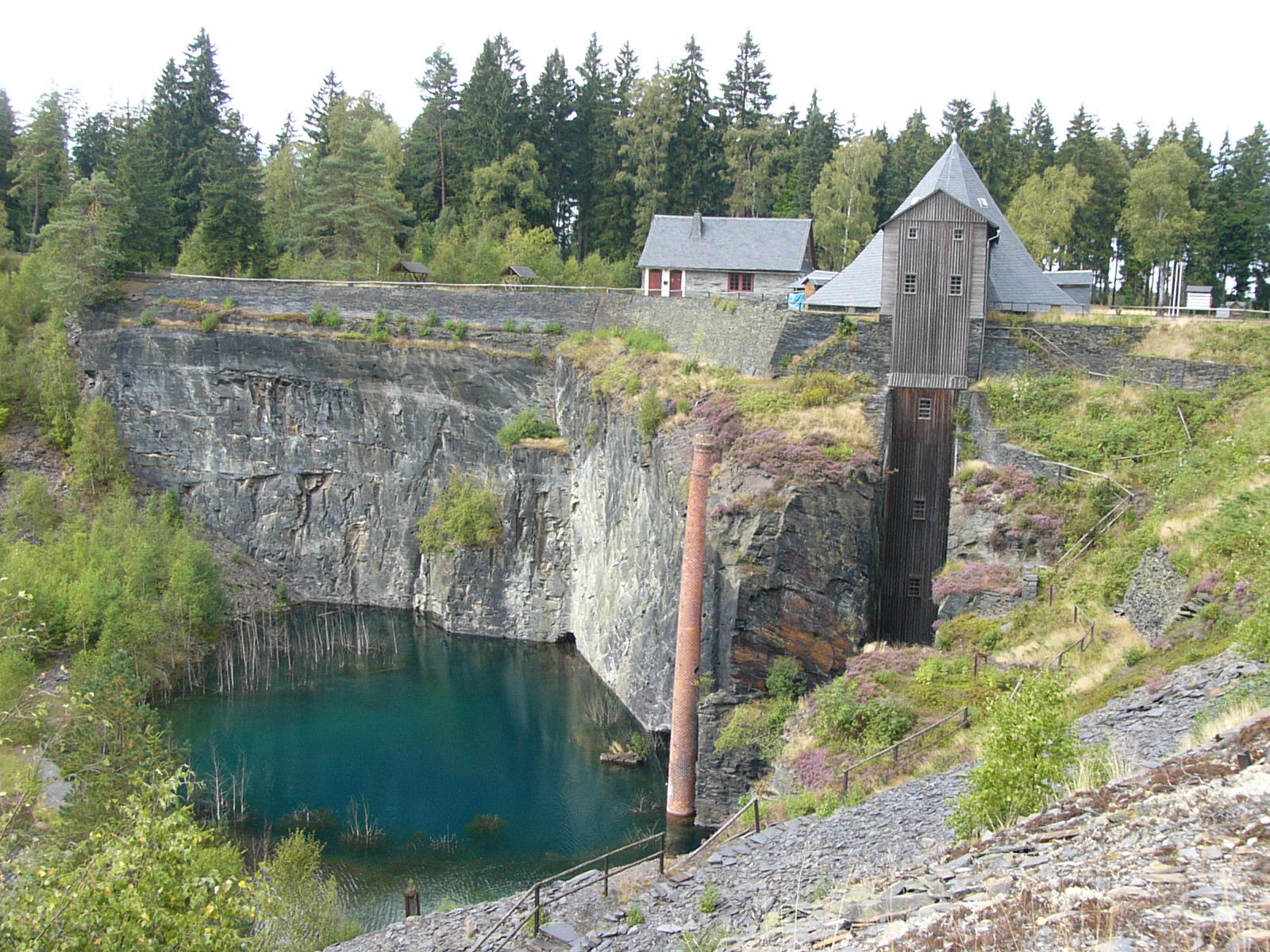
Göpelschachtanlage